# Jesús Ramírez
José de Jesús Ramírez Ruvalcaba (Distrito Federal, México, 21 de abril de 1957), más conocido como Chucho Ramírez, es un exfutbolista y actual entrenador mexicano de fútbol. Dirigió las selecciones juveniles de México ganando un mundial de la categoría Sub-17 en Perú 2005 y llegando después a la Selección Mayor de México el 31 de marzo de 2008, tras el cese de Hugo Sánchez en calidad de director técnico interino y hasta la integración permanente de Sven-Göran Eriksson (en agosto de 2008). El 11 de febrero de 2009 fue nombrado director técnico del Club América luego del cese del estratega argentino Ramón Ángel Díaz. El 13 de mayo de 2010 se anuncia oficialmente su salida del equipo.

## Selección nacional

### Copa Mundial de Fútbol Sub-17 de 2005
Se coronó campeón del mundo en la Copa Mundial de Fútbol Sub-17 de 2005 celebrada en Perú. Su trabajo fue crucial para que la Selección de fútbol de México se coronara el 2 de octubre del mismo año.

### Selección absoluta
Tras anunciar el cese de Hugo Sánchez como técnico de la Selección de fútbol de México, Justino Compeán, presidente de la Federación Mexicana de Fútbol, anunció la designación de Jesús Ramírez como entrenador interino del Tricolor, pidiéndole atender los compromisos del Tri para los juegos amistosos que tienen por delante frente a China, Argentina y Perú.
Antes del nombramiento del técnico permanente de la selección, se le asignó a Jesús Ramírez dirigir los dos partidos contra Belice de calificación a la Copa Mundial de Sudáfrica 2010.
El 11 de febrero de 2009 firma contrato con el Club América.
El 12 de mayo de 2010 el Club América decide no renovar el contrato de Chucho Ramírez, dando por terminada su estancia como entrenador del club.

## Trayectoria como futbolista
| Equipo (*)          | País   | Año       |
| ------------------- | ------ | --------- |
| Pumas de la UNAM    | México | 1972-1975 |
| Atlante             | México | 1975-1976 |
| Pumas de la UNAM    | México | 1976-1980 |
| CD Cruz Azul        | México | 1980-1983 |
| Club Deportivo Neza | México | 1983-1986 |
| Atlante             | México | 1986-1989 |
| Tiburones Rojos     | México | 1989-1991 |
| Querétaro FC        | México | 1991-1992 |

## Trayectoriacomo entrenador
| Equipo (*)                | País   | Año       |
| ------------------------- | ------ | --------- |
| Selección Mexicana Sub-17 | México | 2005      |
| Selección Mexicana Sub-20 | México | 2006      |
| Selección Mexicana Sub-17 | México | 2007      |
| Selección Mexicana Sub-20 | México | 2007      |
| Selección Mexicana Sub-17 | México | 2008      |
| Selección Mexicana Sub-20 | México | 2008      |
| Selección Mexicana        | México | 2008      |
| Club América              | México | 2009-2010 |

(*) Incluyendo la selección

## Palmarés como entrenador

### Copas internacionales
| Título                        | Equipo                               | Sede | Año  |
| ----------------------------- | ------------------------------------ | ---- | ---- |
| Copa Mundial de Fútbol Sub-17 | Selección de fútbol sub-17 de México | Perú | 2005 |

## Centro de Alto Rendimiento Empresarial (CARE México)[citarequerida]
A raíz de que en el 2005 México obtuvo por primera vez en su historia el campeonato mundial de fútbol Sub-17, Jesús Ramírez ha impartido más de 200 conferencias en Empresas y Organizaciones exitosas. 
Algunos líderes solicitaron a Chucho que se plasmara en un sistema la metodología empleada para ser campeón del mundo, de tal manera de que pudiera ser utilizada por cualquier Organización ya sea de manufactura o de servicios, grande, mediana o pequeña para lograr ser competitivos.
Así es como Jesús Ramírez y el Ing. Rubén Rodríguez crean el Centro de Alto Rendimiento Empresarial el cual es una fusión de Grupo Internacional C, S.A. de C.V. y la misión y experiencia de Jesús Ramírez.